# Kostel Nanebevzetí Panny Marie (Dolní Ročov)
Poutní kostel Nanebevzetí Panny Marie v Dolním Ročově v okrese Louny je bývalý klášterní augustiniánský kostel. Stojí na místě staré gotického kostela z konce 14. století, který byl v letech 1746–1750 nahrazen nynějším barokním, jehož autorem je Kilián Ignác Dientzenhofer. Symbolem kostela je tzv. Področovská Panna Maria – milostná gotická Madona umístěná ve skleněné vitrině na hlavním oltáři. Současným správcem kostela je Jan Mária Valt

## Historie
Dolní Ročov je regionálním poutním místem oblasti področovska zmiňovaným v dílech Václava Beneše Třebízského. Ústředním bodem poutního kultu je 1,5 metru vysoká gotická socha Panny Marie z konce 14. století. Původně snad bývala na hradě Albrechta staršího z Kolowrat, který ji pak roku 1373 daroval zakládanému augustiniánskému klášteru v Dolním Ročově. Na sochu byl roku 1723 pořízen stříbrný oděv, který je na počátku 3. tisíciletí deponován v Národním muzeu v Praze. Socha Panny Marie, která drží v jedné ruce chléb a hrozen a ve druhé má Ježíška, byla umístěna na hlavním oltáři a korunována stříbrnou korunou.
Brzy po založení kláštera se úcta k této milostné soše rozšířila po celém lounském Podlesí. Tato úcta trvala i v době pohusitské a katolická víra se v této oblasti vždy udržela. Každoročně putovala do ročovského údolí četná procesí a ještě na počátku 20. století byl průměrný roční počet téměř 15 tisíc poutníků. I ve 21. století přichází řada poutníků, nejvíce o každoroční pouti, při níž vždy zazní i tzv. Ročovský zdrávas, složený právě na počest milostné Madony.

## Architektura

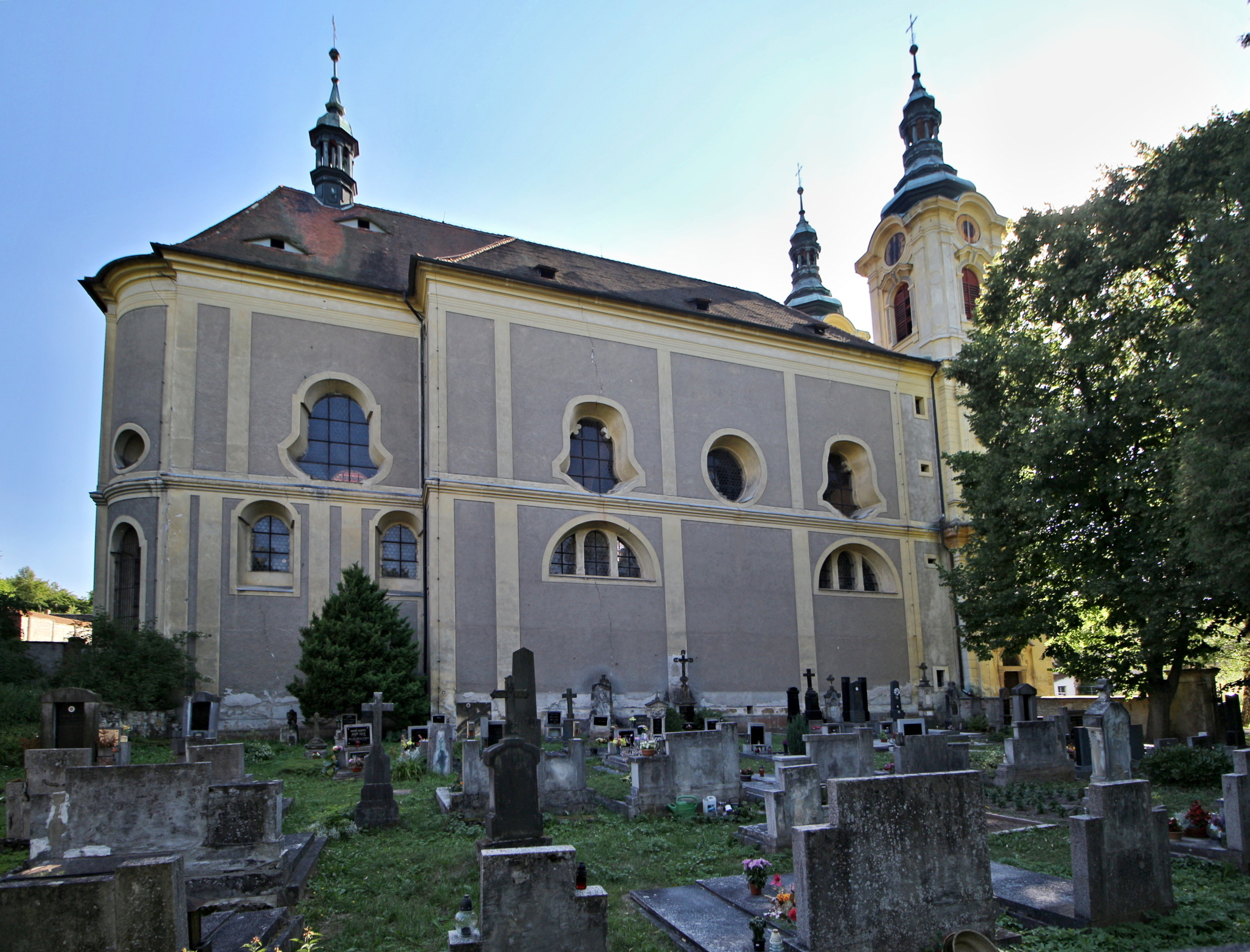
Severovýchodní strana a závěr kostela se hřbitovem v Dolním Ročově

### Exteriér
Kostel je barokní, jednolodní a obdélný. Má užší odsazený čtvercový presbytář s odsazeným segmentovým závěrem. Po jižní straně v komplexu kláštera se nachází obdélná sakristie. V průčelí kostela se nacházejí dvě věže. Ve středu průčelí je rizalit, který je členěný v přízemí polosloupy, v patře dvojicemi pilastrů a zakončený segmentovým štítem. V ose průčelí je obdélný portál, polokruhem zakončené okno a ve štítu nika se sochou Madony. Při pilastrech patra se nacházejí sochy sv. Augustina a sv. Moniky, které pocházejí z dílny Ignáce Františka Weisse. Boční části průčelí jsou členěny pilastry, portály a okny. Ukončeny jsou věžemi se zaoblenými nárožími, s římsou proloženou polokruhem a s odstupněnými báněmi. Na bočních fasádách jsou lizénové rámce a okna ve dvou pásmech. Dole se nacházejí okna polokruhová, v horním pásmu pak kasulová a kruhová.

### Interiér
Presbytář je sklenut kupolí na pendentivech. Závěr kostela má jako klenbu konchu. Stěny jsou členěny pilastry, kladím a okny. Po stranách presbytáře se nacházejí výklenky pro pontifikální křeslo a oltářík. Vedou z něho portály do bočních prostorů a niky.
Obdélná loď má na zkosených rozích pilastry a okna oratoří. Ve střední části jsou boční exedry v pilastrových edikulách s kladím a rozeklaným štítem. Loď má v klenbě dvě pole české placky a ve střední části se nachází jedno pole valené klenby s lunetami. Nad vchodem kostela je kruchta. Na klenbách jsou fresky od A. Smichaea z Loun z let 1750–1760. Na fresce v klenbě podkruchtí je zobrazena Panna Maria, která se zjevuje zakladateli kláštera, na klenbách lodi Assumpta s anděly, Narození Panny Marie, Zvěstování Páně, Navštívení Panny Marie a Obětování v chrámě. V kupoli presbytáře je ve fresce zobrazeno Nanebevzetí Panny Marie.

### Zařízení
Hlavní oltář z roku 1748 se sochařskou výzdobou pochází od Fr. I. Weisse. Je sloupový; s baldachýnem, který je vyvrcholený mariánskou korunou, která je nesena anděly. V rokokové skříňce (tzv. svatyňce) se nachází gotická socha milostné Madony z konce 14. století. Na predelle oltáře s reliéfy ze života Panny Marie jsou sochy andělů. Nad bočními brankami a na konzolách se nacházejí sochy sv. Josefa a sv. Jáchyma, a také alegorie Starého a Nového zákona. V lodi je šest protějškových oltářů. Čtyři s nich pocházejí ze druhé čtvrtiny 18. století. Tyto oltáře jsou zasvěceny sv. Augustinovi a svaté Monice, dále sv. Janu Nepomuckému a sv. Anně. Dva oltáře ve středních exedrách jsou rokokové a jsou zasvěceny sv. Mikuláši Tolentinskému a Panně Marii Potěšující. Většina oltářů je dílem Josefa Kramolína s roku 1778.
- Oltář sv. Jana Nepomuckého je sloupový, portálový. Zhotoven byl ve 2. čtvrtině 18. století. Obraz sv. Jana Nepomuckého namaloval J. Kramolín, který namaloval i malé obrazy se ztvárněním sv. Františka s Assisi a sv. Prokopa, které se nacházejí v nástavci oltáře. Jsou ze umístěny také sochy sv. Václava a sv. Víta.
- Oltář sv. Anny tvoří protějšek k oltáři sv. Jana Nepomuckého. Na něm umístěný obraz sv. Alžběty a sv. Jana Křtitele je také dílem J. Kramolína.
- Oltář sv. Mikuláše Tolentinského je rokokový. Nachází se na něm na vysokém podstavci zasklená rakev s ostatky sv. Peregrina. Nad ní je ve velkém rámu obraz sv. Mikuláše Tolentinského od Václava Vavřince Reinera s roku 1729. Sochy na tomto oltáři představují sv. Jana ze San Facundo a sv. Viléma s Akvitánie.
- Oltář Panny Marie Potěšující je protějškem oltáři sv. Mikáláše Tolentinského. Jsou zde ve skleněné rakvi umístěny ostatky sv. Benigna. Obraz Panny Marie je kopií obrazu s Bologni z roku 1723. Jsou zde sochy sv. Barbory a sv. Kateřiny. Nachází se zde i malý obraz Krista s hořícím srdcem.
- Oltář sv. Moniky pochází ze druhé čtvrtiny 18. století a je sloupový, portálový. Je na něm obraz o J. Kramolína, který je také autorem obrazu bl. Veroniky s Binasca, který se nachází v nástavci oltáře. Jsou zde také sochy sv. Kláry z Montefalca a sv. Rity z Cascie a Krista v nástavci. Jsou patrně dílem Fr. I. Weisse.
- Oltář sv. Augustina tvoří protějšek k oltáři sv. Moniky. Je na něm obraz od J. Kramolína zpodobňující sv. Augustina. Od téhož autora pochází i obraz sv. Viléma Vyznavače, který je v nástavci oltáře. Jsou zde i sochy od Fr. I. Weisse.

V kostele je malý obrázek na mědi zřejmě ze 16. století, který byl později přemalovaný. Oltář sv. Otýlie se sochou světice pochází z období kolem poloviny 18. století. Je v rokokovém rámci. Kazatelna je rokoková z roku 1751. Jsou na ní sochy církevních Otců od Fr. I. Weisse. Jedna zpovědnice je barokní z 18. století, druhé dvě jsou rokokové s obrazy sv. Petra a sv. Máří Magdalény. Kostelní lavice jsou barokní z roku 1701. Varhany jsou rokokové z roku 1752 avšak s novějšími doplňky. Jsou pravidelně opravovány a udržovány i ve 21. století. Zvon pochází z poloviny 16. století. Do Dolního Ročova byl přenesen v roce 1789. V presbytáři se nachází kredenční stolek s dřevěným krucifixem, dále protějškové komponované pontifikální křeslo, které je dílem K. Wagnera z roku 1754.

### Sochařská a kamenná výzdoba

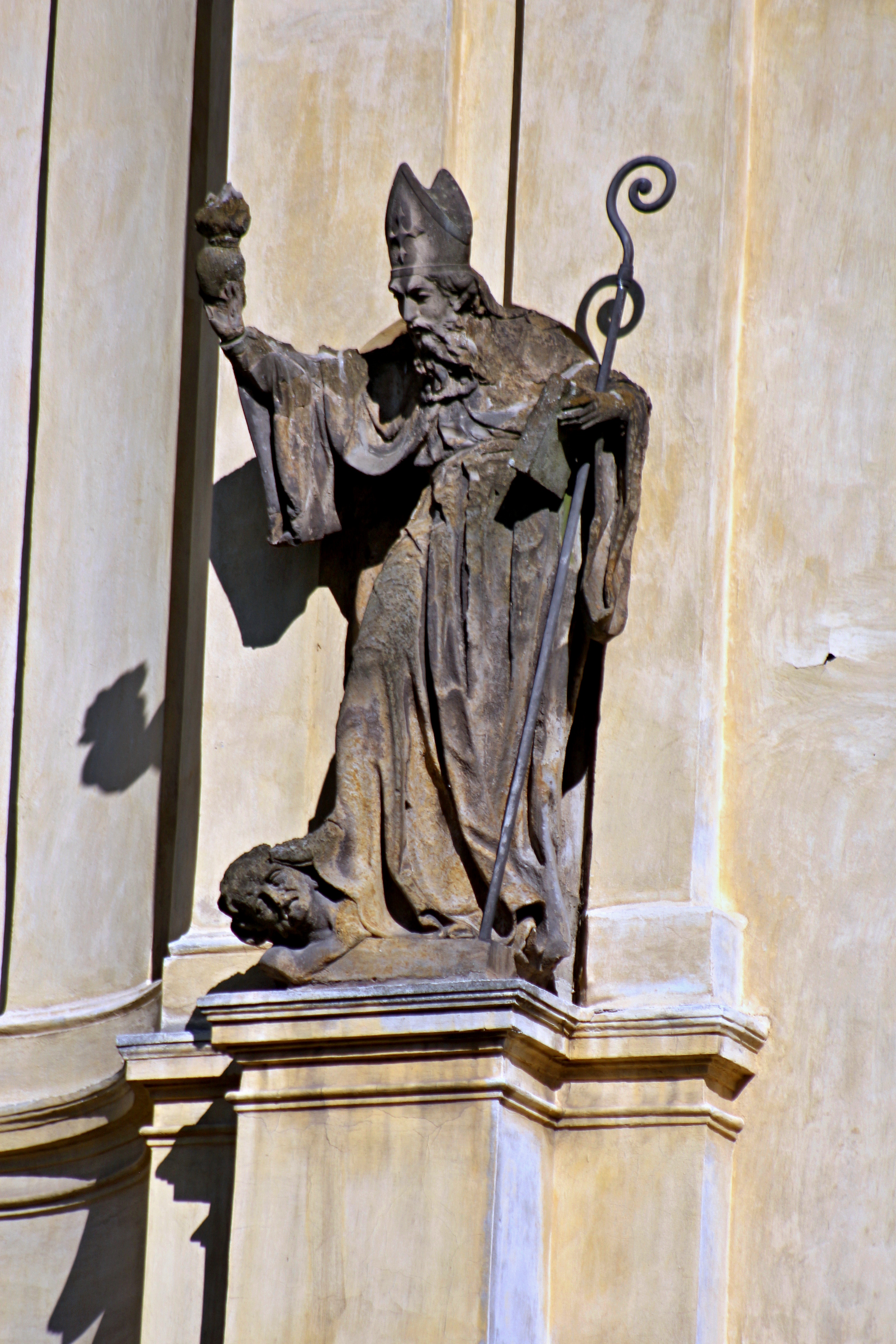
Socha svatého Augustina s hořícím srdcem na portálu kostela

Dvě pozdně gotické kamenné sochy sv. Barbory a sv. Kateřiny pocházejí ze 70.-80. let 15. století. Na severním pilíři triumfálního oblouku je barokní skupina Ukřižování se třemi anděli. V presbytáři a lodi jsou sochy dvanácti apoštolů z let 1748–1751 od Fr. I. Weisse a jeho dílny. Kamenná křtitelnice je datována letopočtem 1752. Na jejím cínovém víku se nachází letopočet 1747 a dřevěná skupina Křtu Kristova. Náhrobek Albrechta z Kolovrat s kovanou mříží pochází z let 1696–1698.

### Sakristie
V sakristii je velká barokní kredenc, která je zdobená sochami sv. Václava, sv. Jana Nepomuckého a sv. Augustina z roku 1715. Obraz sv. Maří Magdalény a obraz sv. Jana Nepomuckého pochází z 18. století. Obraz sv. Markéty je z 1. poloviny 19. století. Dřevěná raně barokní socha sv. Dobrotivé, zřejmě kopie starší sochy, byla renovována roku 1780 a 1884. Čtyři dřevěné barokní sochy řádových světic-augustiniánek jsou též dílem Fr. I. Weisse. Kachlová kamna jsou rokoková.

## Galerie

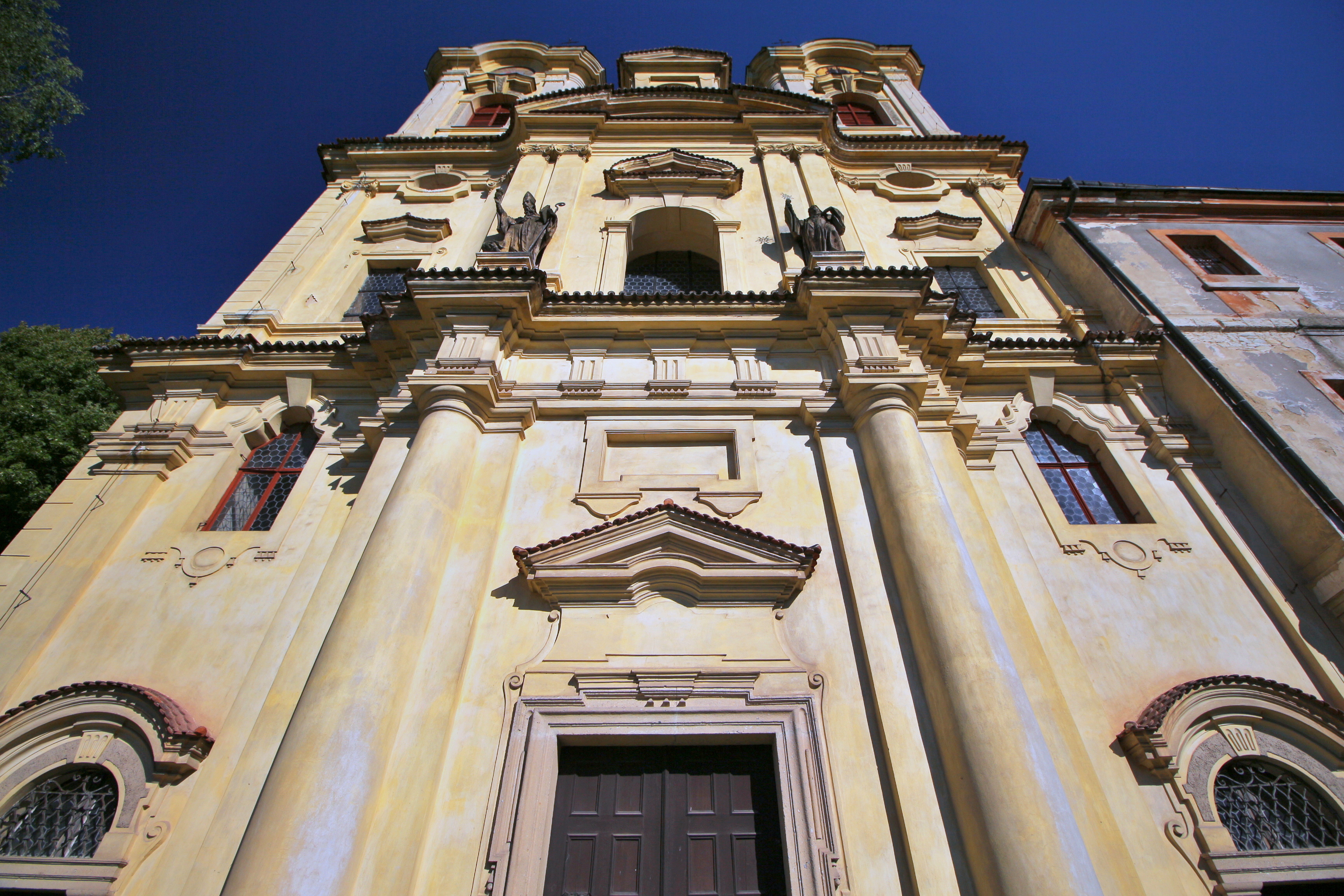
Průčelí kostela
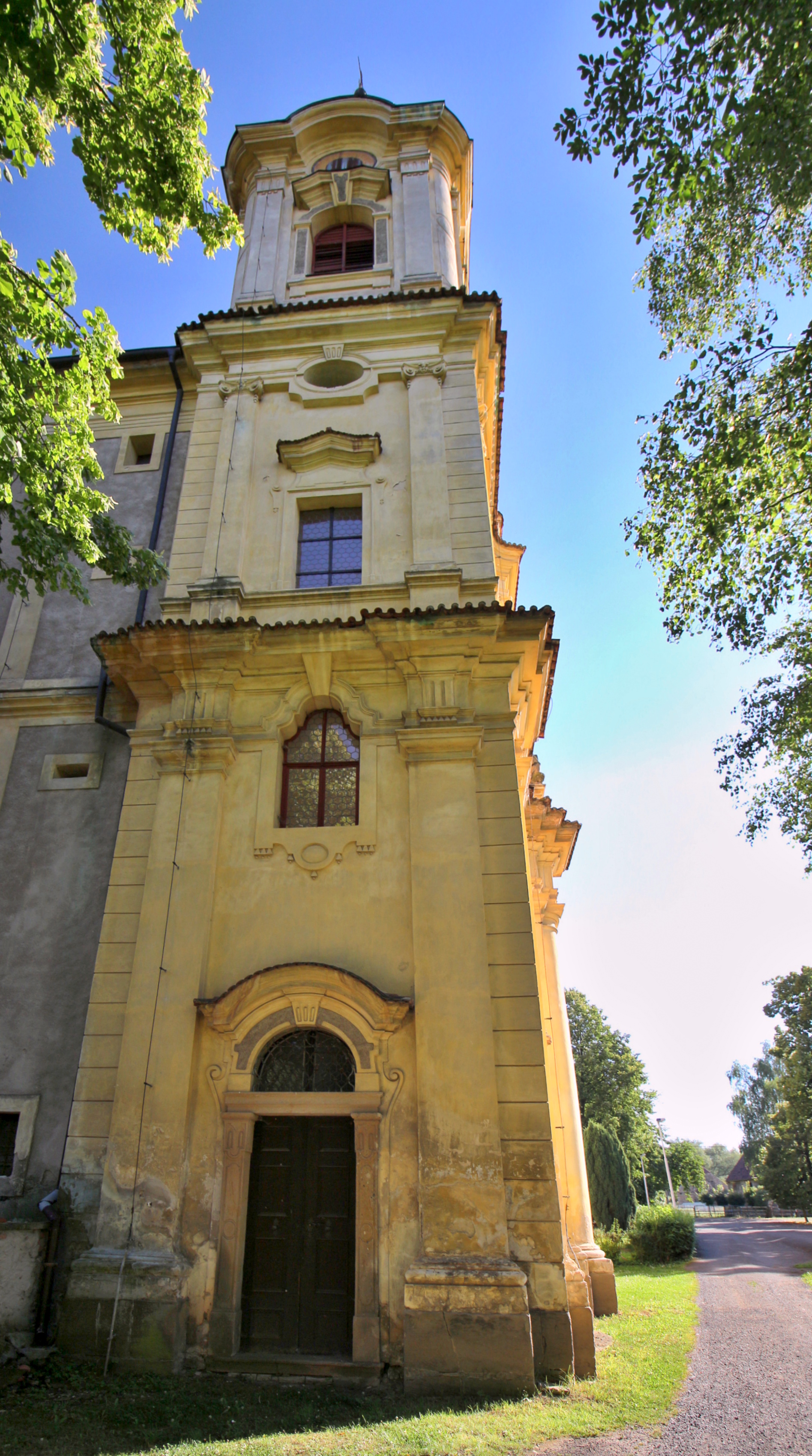
Věž kostela
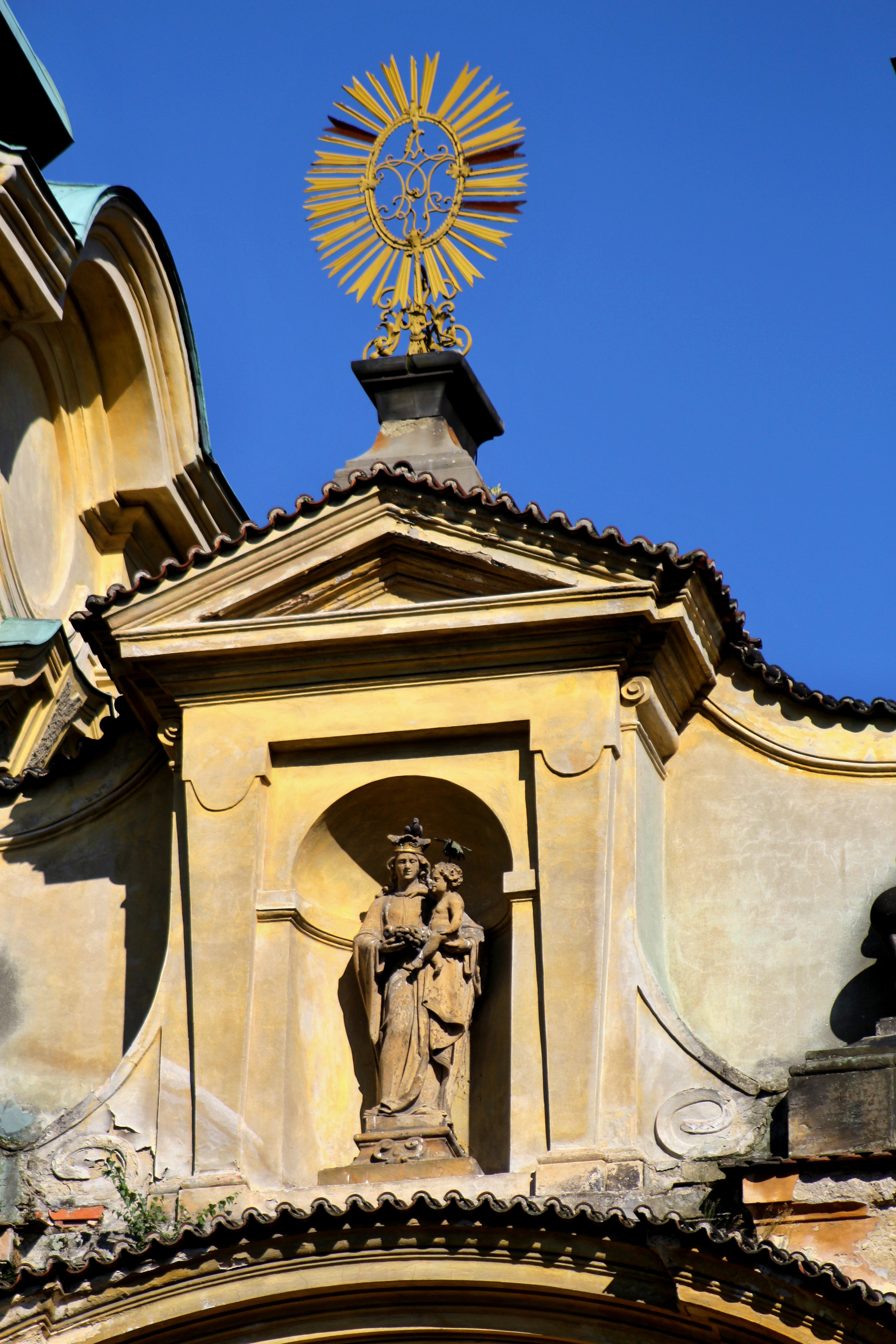
Socha Panny Marie s Dítětem
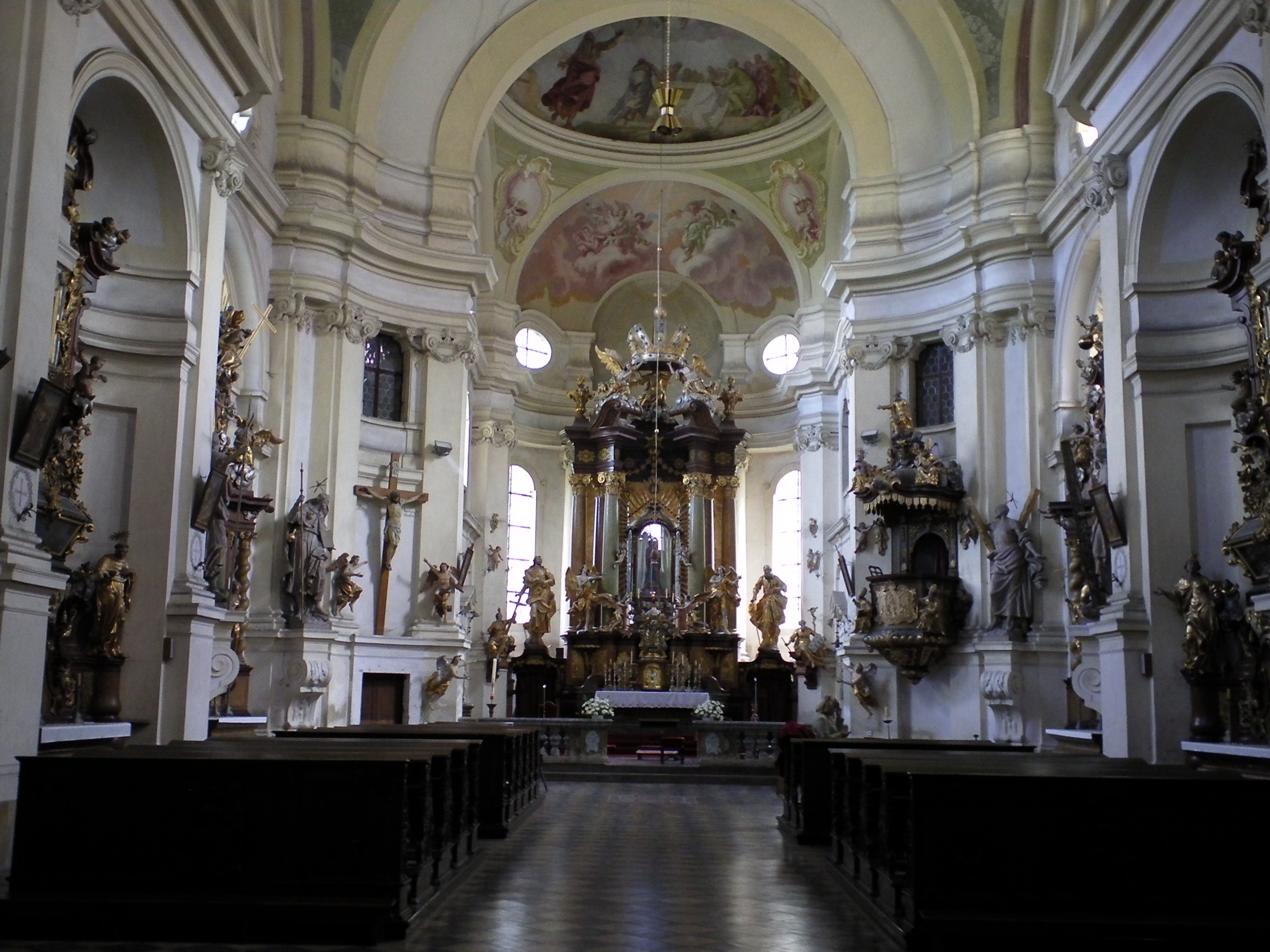
Pohled na loď a hlavní oltář
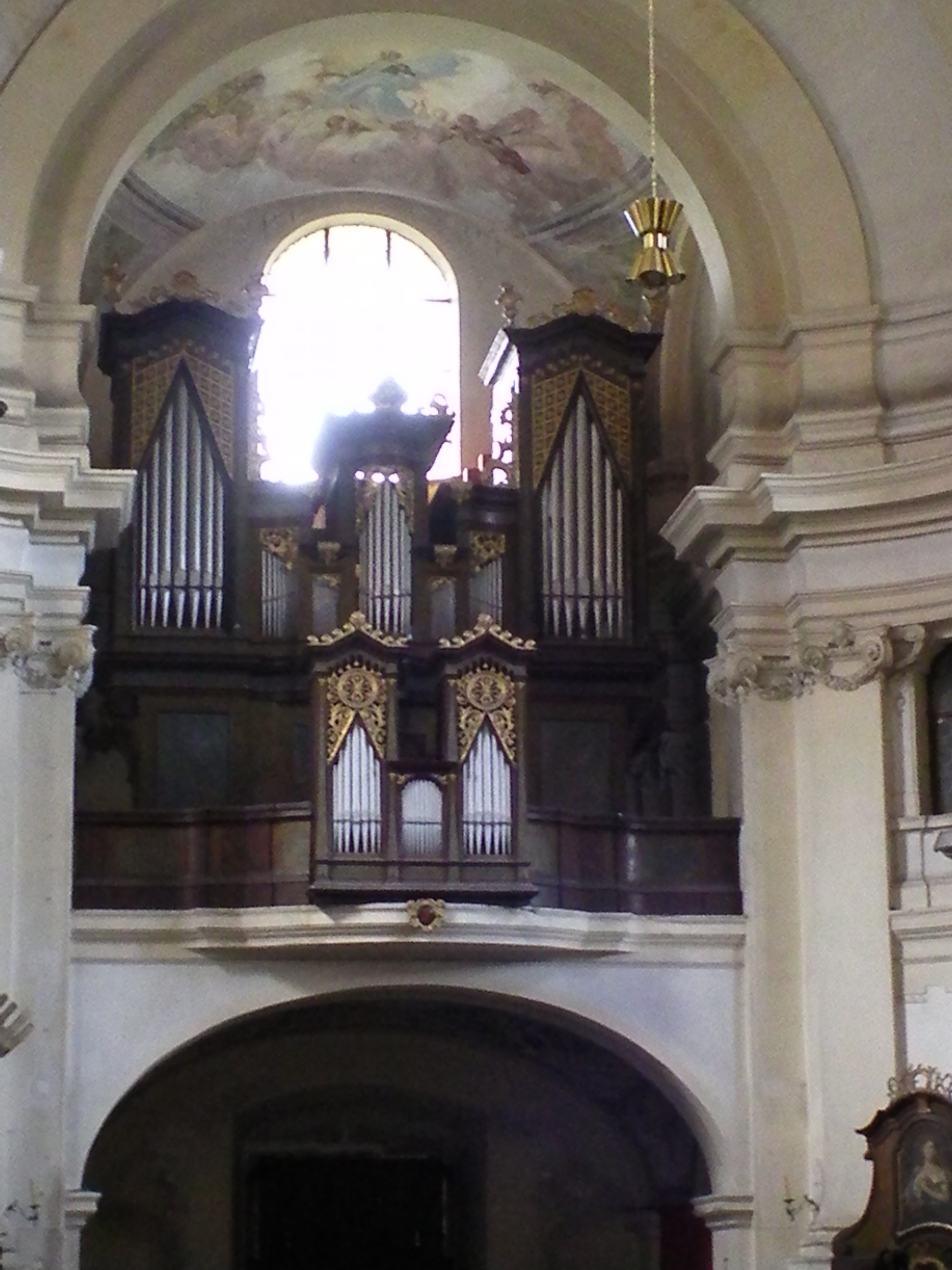
Kruchta s varhanami a freskou nad nimi
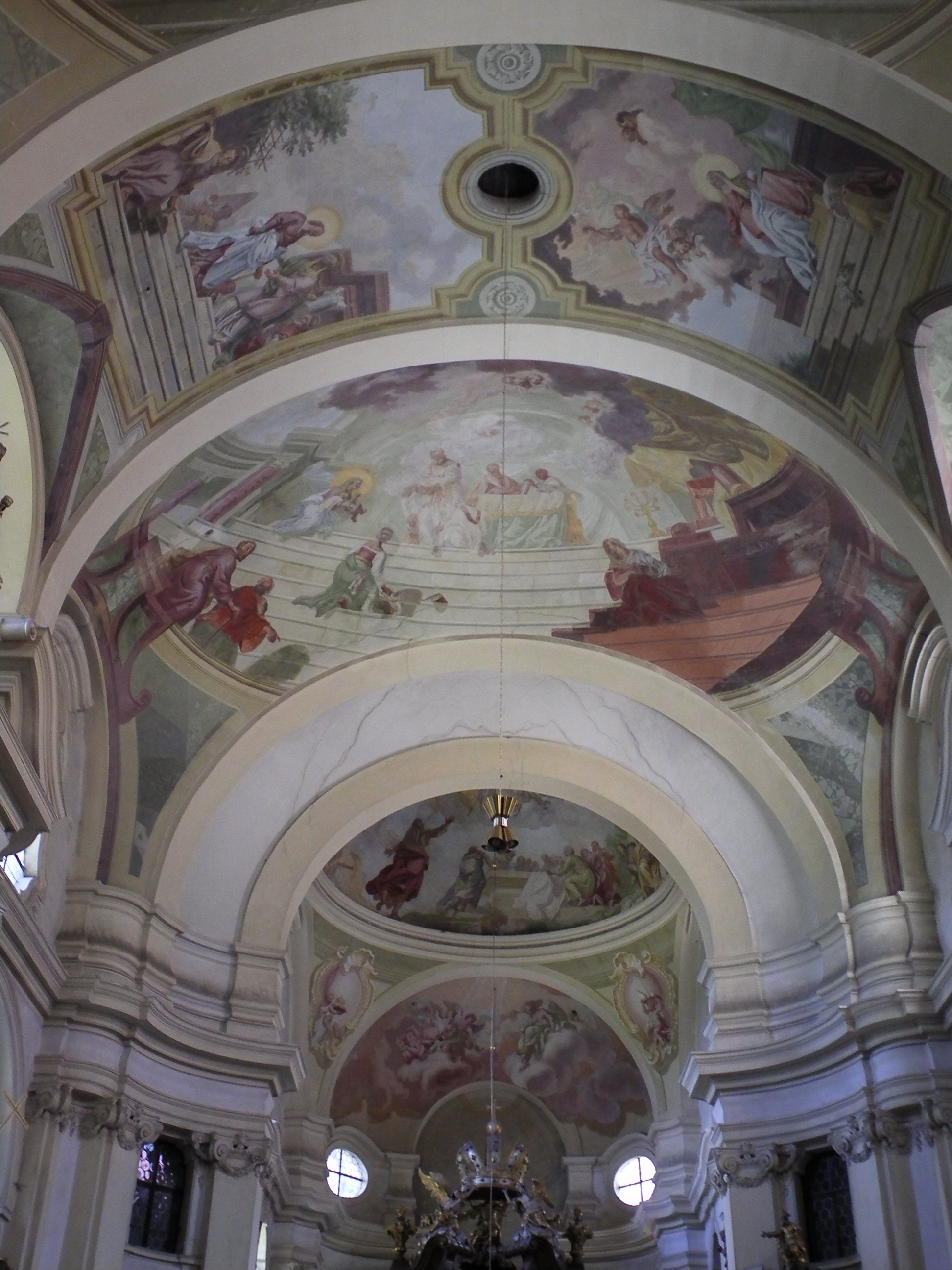
Fresky na stropě kostela
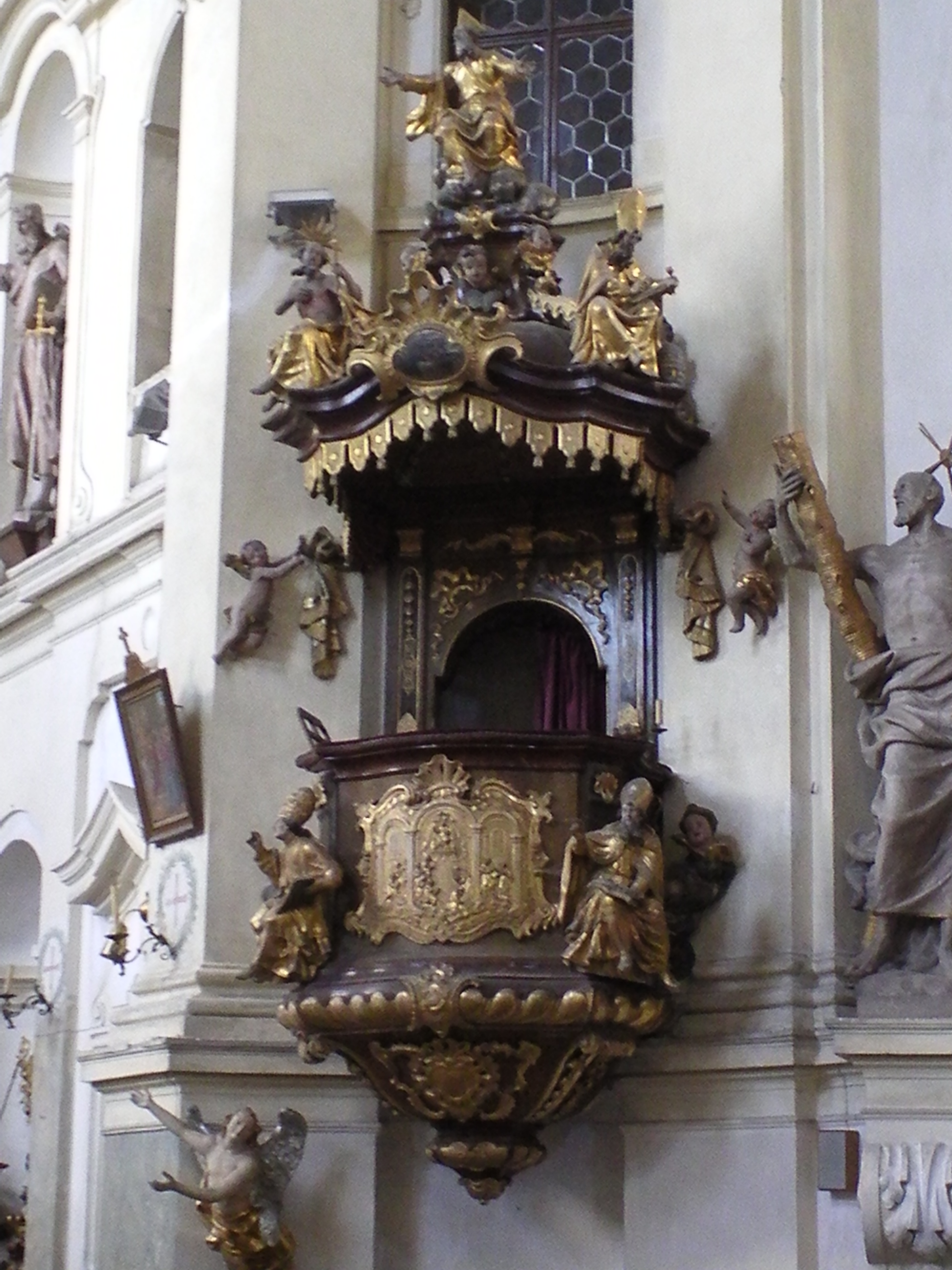
Kazatelna v Dolním Ročově
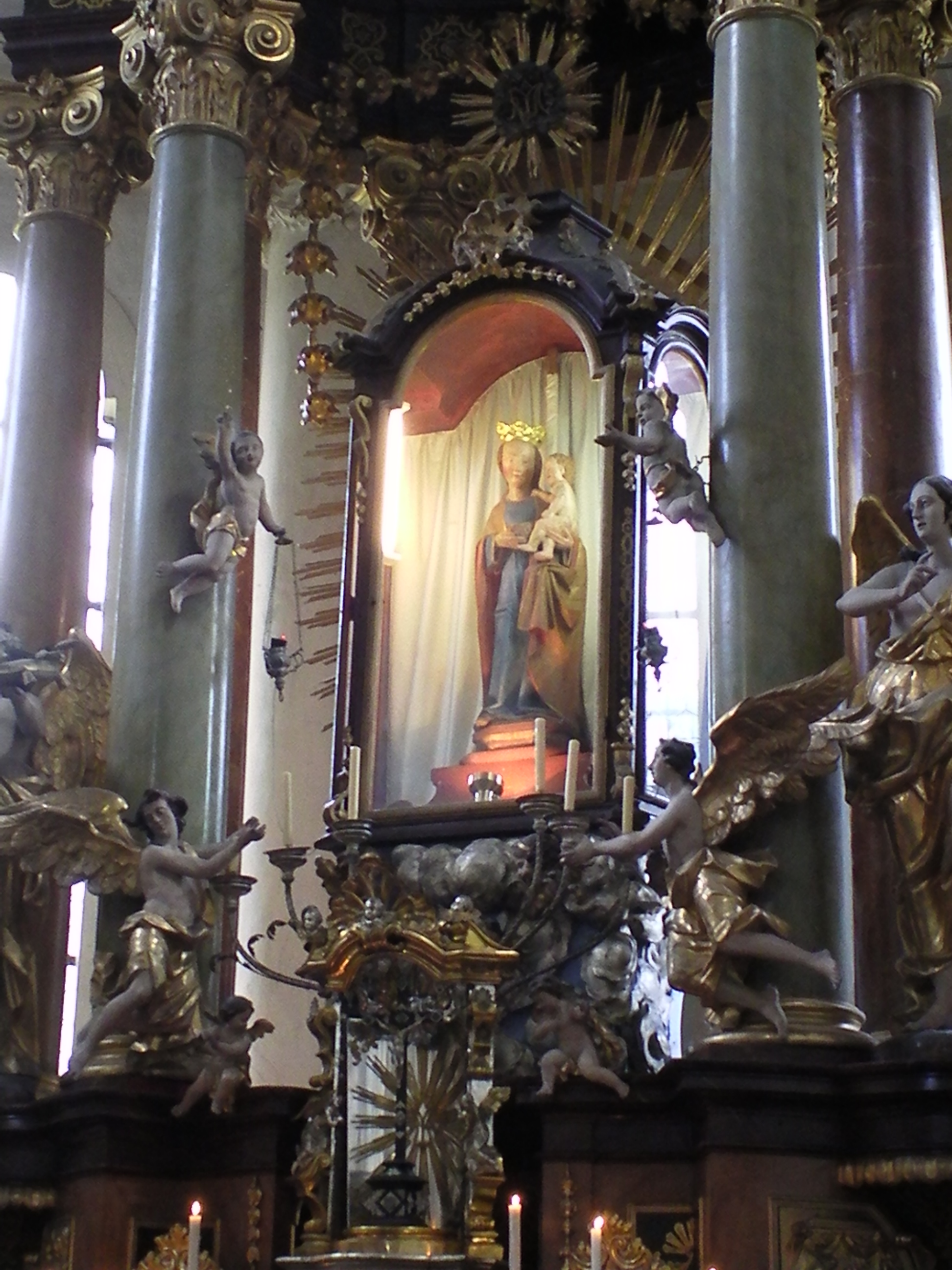
Panna Maria Področovská